# Arctolamia cruciata
Arctolamia cruciata là một loài bọ cánh cứng trong họ Cerambycidae.